# Hyundai Kona Electric
A Hyundai Kona Electric egy akkumulátoros elektromos, SUV autótípus, melyet 2018-tól gyártanak. A Hyundai Kona elektromos változata.
A Hyundai Kona Electricet 2018-ban mutatták be, és egy zárt hűtőrácsról ismerhető fel, amely az autó fényezésének azonos színűre van festve. A Hyundai Kona Electricet kezdetben egy 64 kWh-s akkumulátorcsomaggal gyártották, a Kia Niro EV-vel megosztva. A Kona Electric olcsóbbá és hozzáférhetőbbé tétele érdekében 2019-től 39 kWh-s akkumulátorcsomaggal is gyártják.
2020-ban a Hyundai Kona Electric megújult, aminek köszönhetően a hatótávolság is nőtt: a 39 kWh-s akkumulátorral rendelt változat hatótávolsága 305 kilométerre, a 64 kWh-s változatét pedig 484 kilométerre emelkedett.

## Műszaki adatok

### Közlekedés
Az autóban öt ülés található, amelyek közül kettő Isofix-gyerekülések rögzítésére is alkalmas. Alapból 332 literes a csomagtér, amely akár 1114 literesre is bővíthető a hátsó ülések lehajtásával. Az autó tetősínnel is rendelkezik, amelyek maximális tetőterhelése 80 kg. Az autó továbbá rendelkezik egy vonóhoroggal, amellyel legfeljebb 100 kg-ot vontathatunk mind fékkel rendelkező, mind pedig fék nélküli vontatmány esetén. A maximális függőleges terhelhetőség a vonóhorgon ugyancsak 100 kg.

### Akkumulátor
Az autóban bruttó 67,5 kWh, nettó 64 kWh kapacitású akkumulátorral van felszerelve használható. Ez 484 km-es WLTP-hatótávolságot tesz lehetővé. Az akkumulátor aktív hűtésű, és az LG Chem gyártja.

### Töltés
CCS csatlakozású gyorstöltő használatakor akár 77 kW-os töltési sebesség is elérhető, mellyel a Hyundai Kona Electric akár 44 perc alatt feltölthető 10%-ról 80%-ra, ami 370 km/órás gyorstöltési sebességnek felel meg.

### Teljesítmény
A Hyundai Kona Electric elektromos hajtáslánca 150 kW teljesítményre képes, nyomatéka 395 Nm. Az autó 7,9 másodperc alatt tud 0-ról 100 km/órás sebességre felgyorsulni. Az elérhető maximális sebesség körülbelül 167 km/óra.

## Képtár

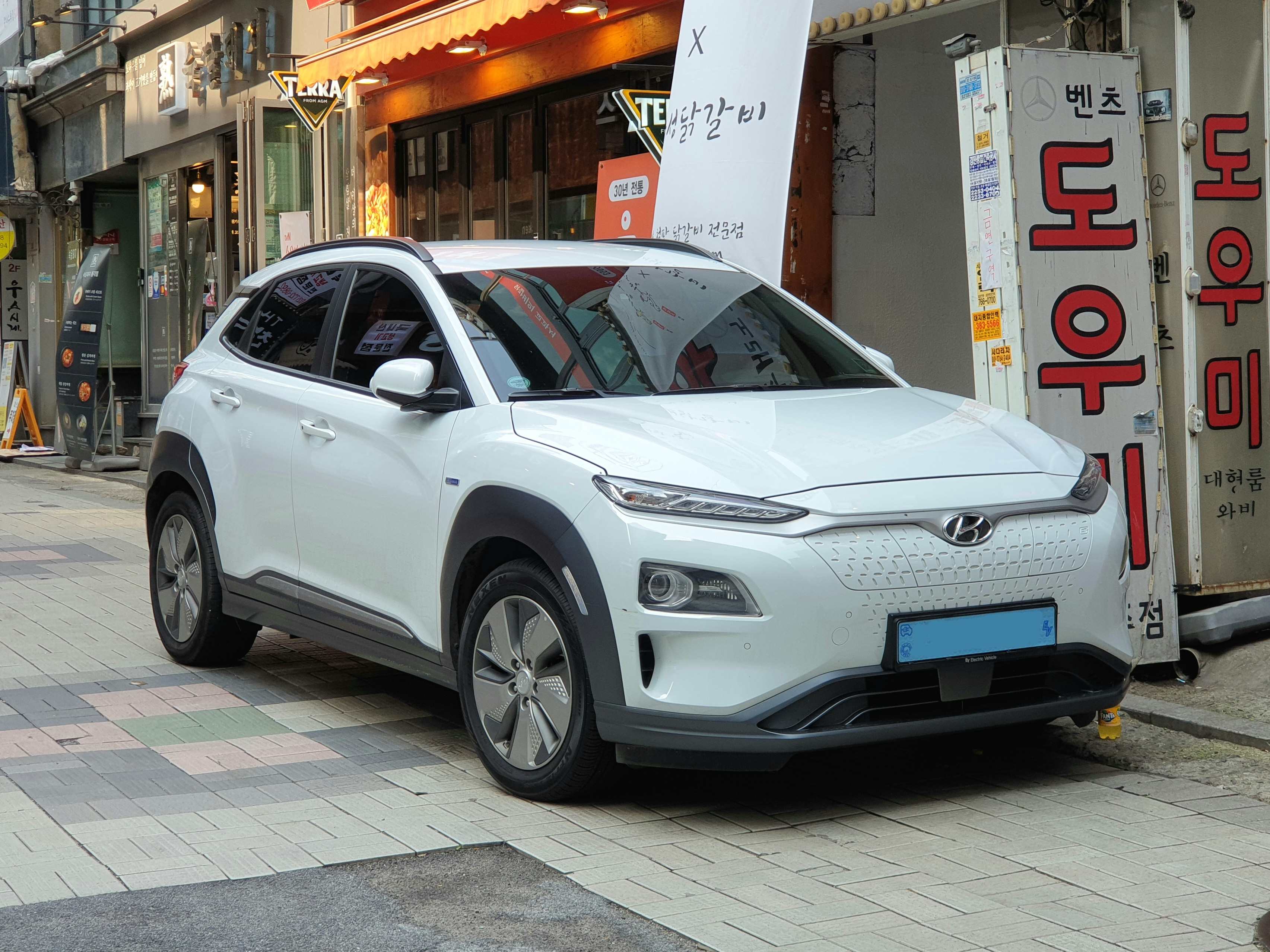
Egy első generációs Hyundai Kona Electric elölnézetből
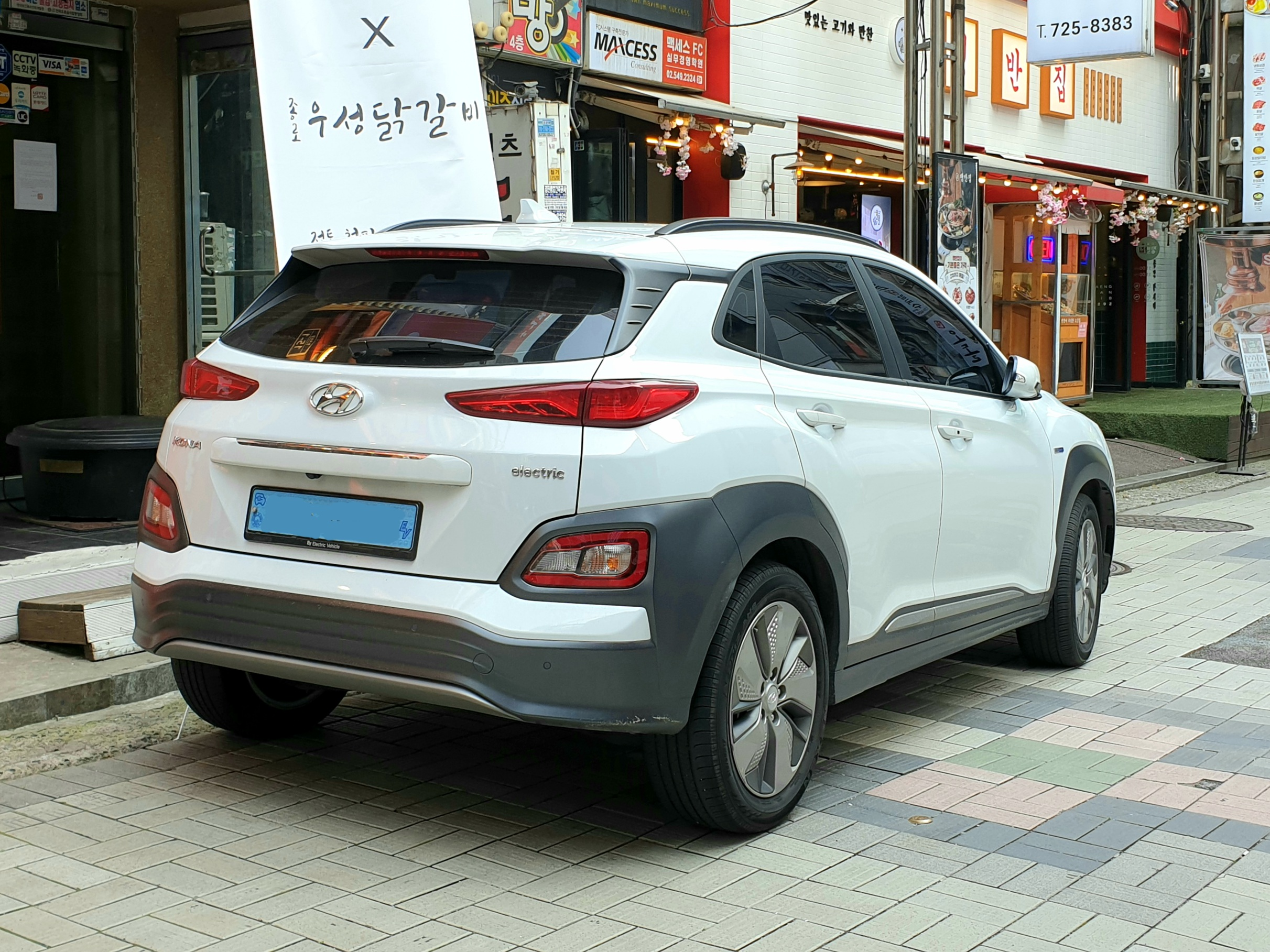
Egy első generációs Hyundai Kona Electric hátulnézetből
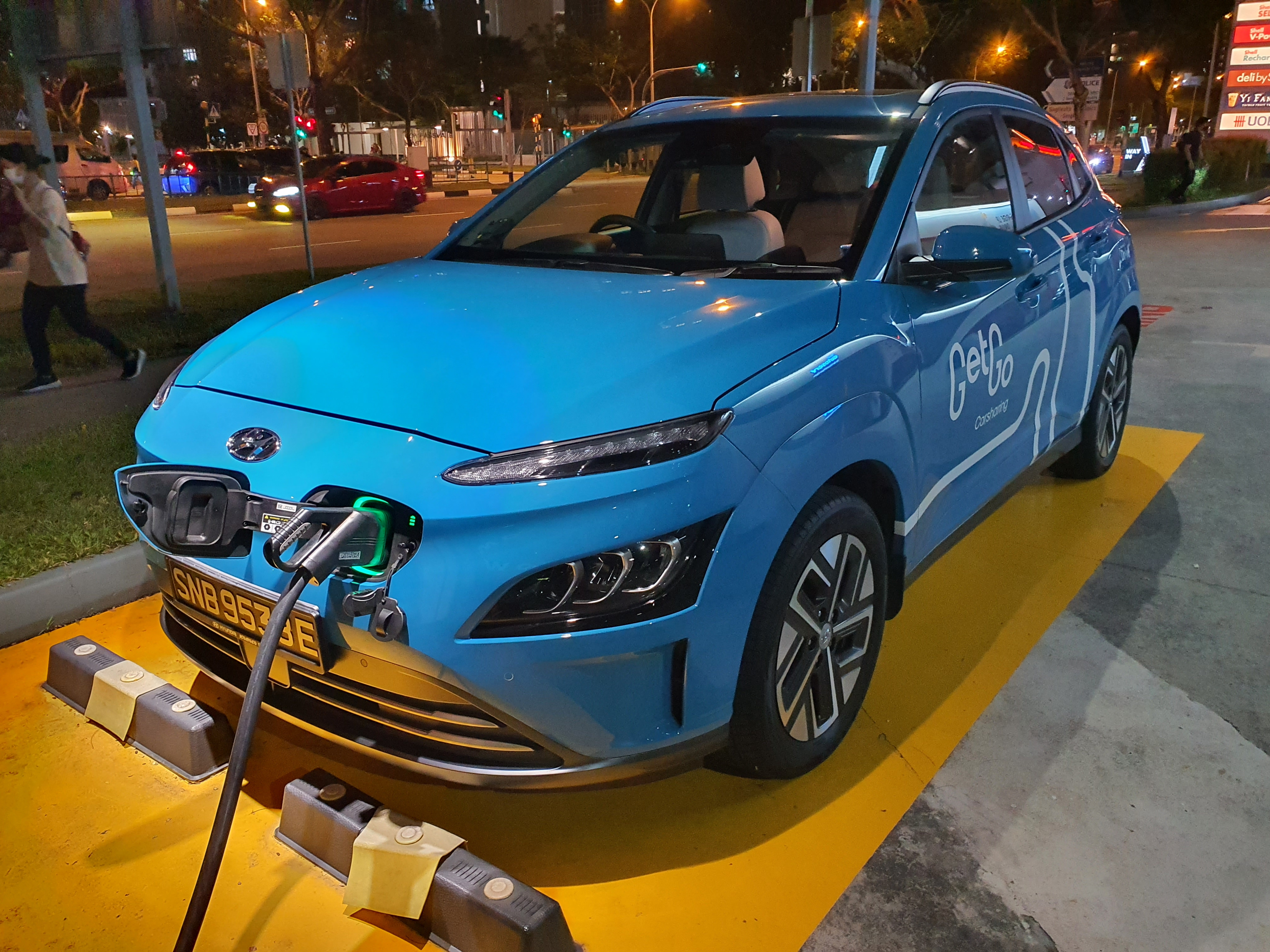
Egy első generációs Hyundai Kona Electric töltés közben
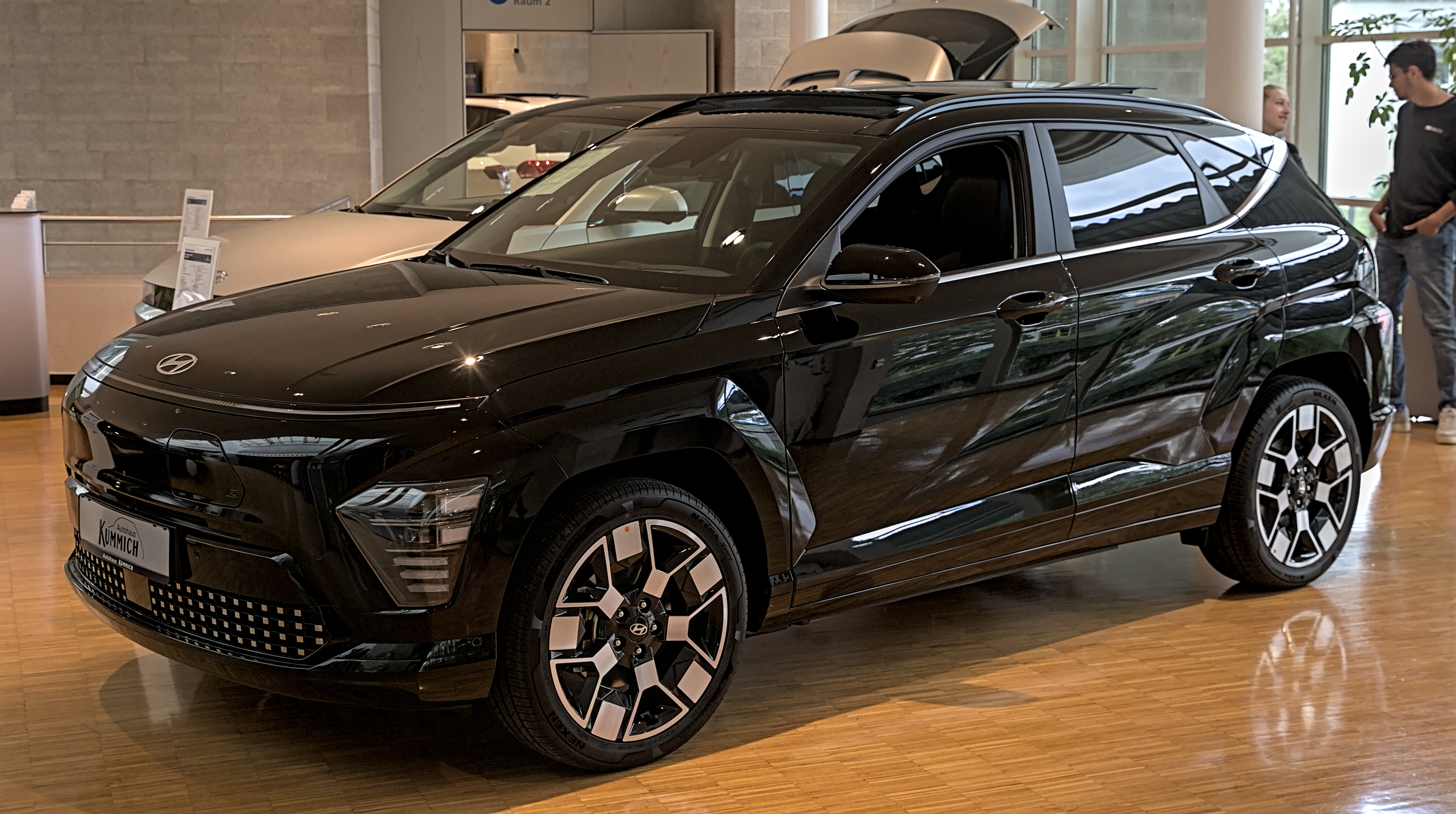
Egy második generációs Hyundai Kona Electric elölnézetből
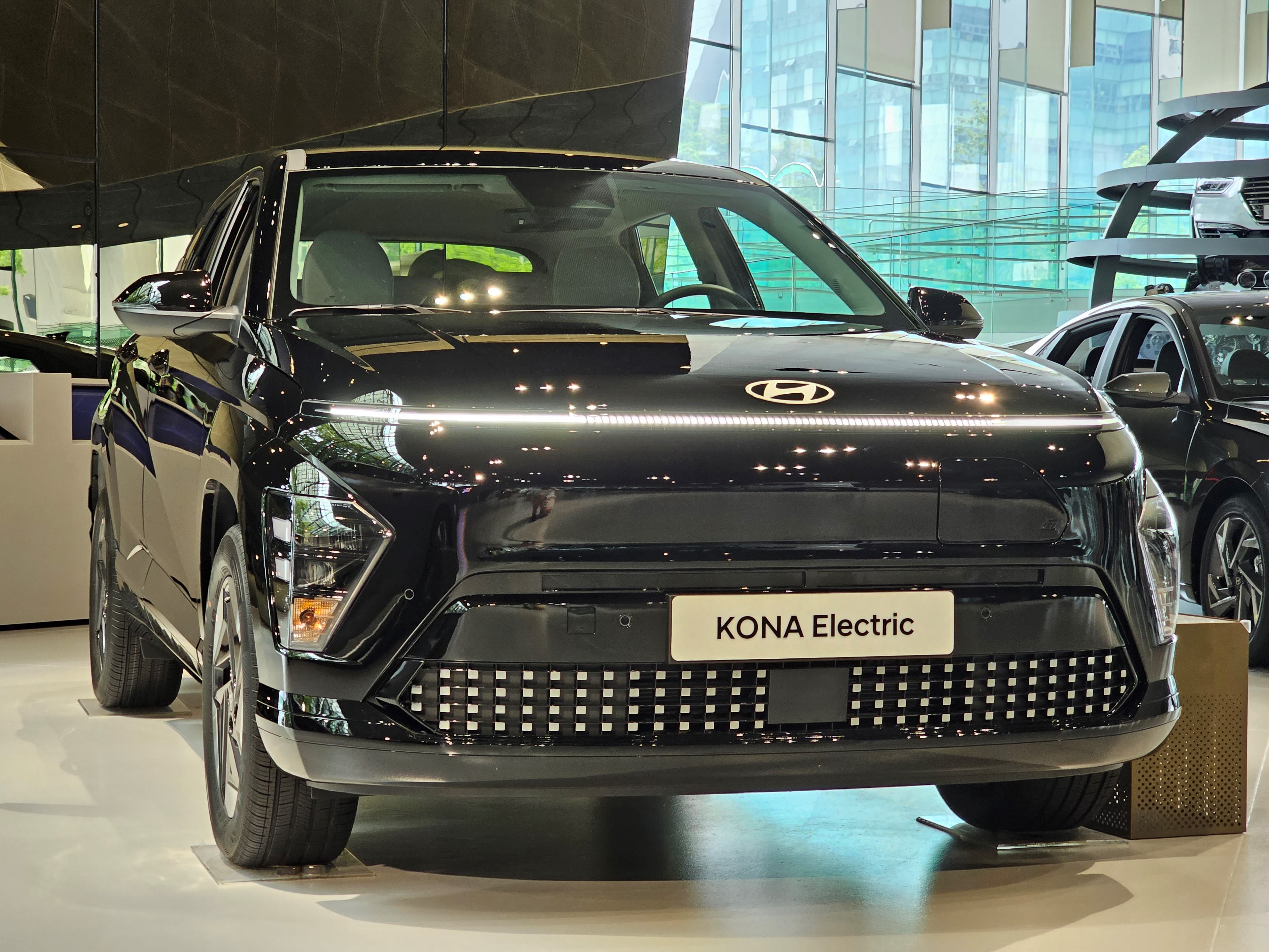
Egy második generációs Hyundai Kona Electric elölnézetből
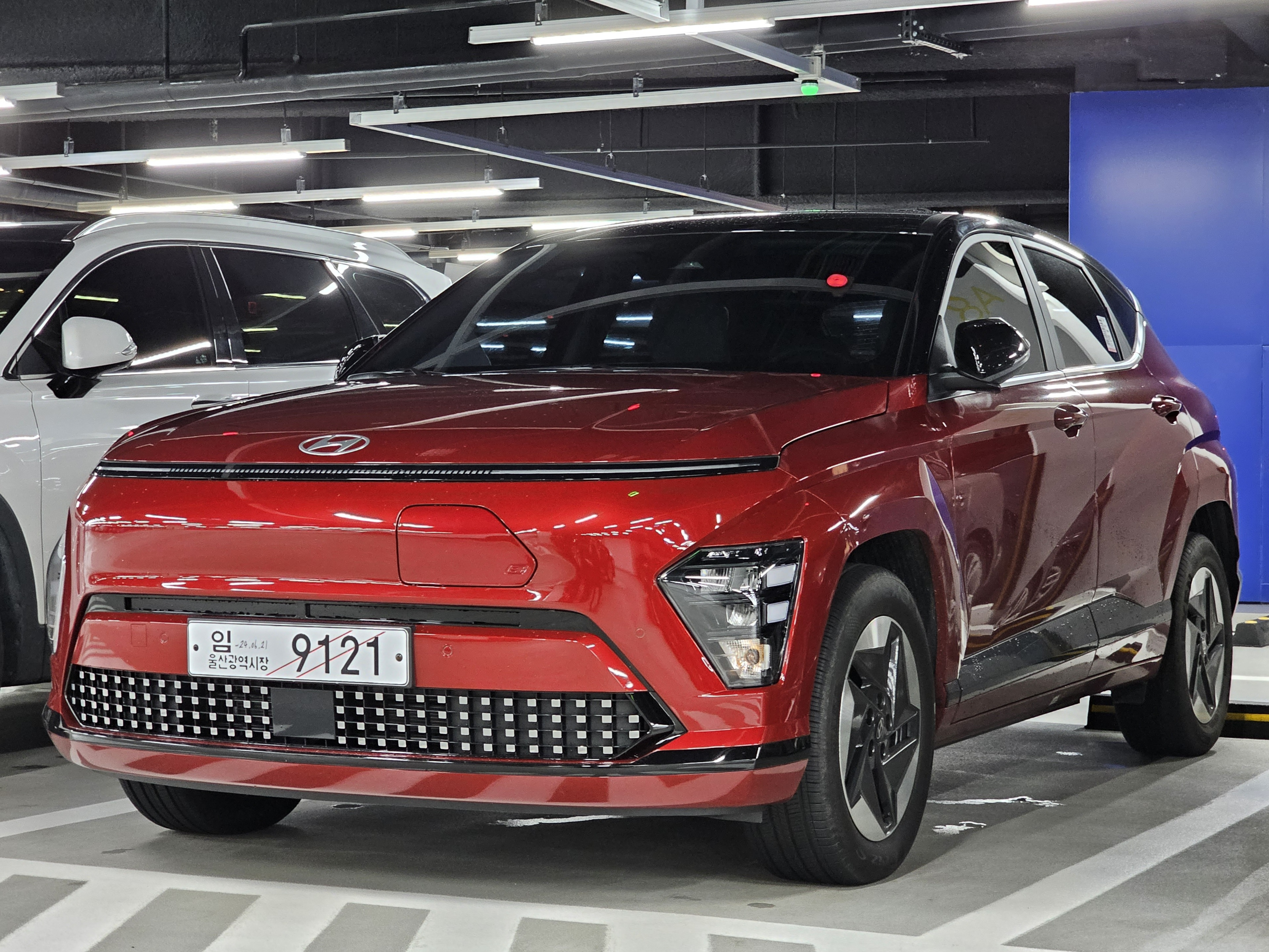
Egy második generációs Hyundai Kona Electric elölnézetből
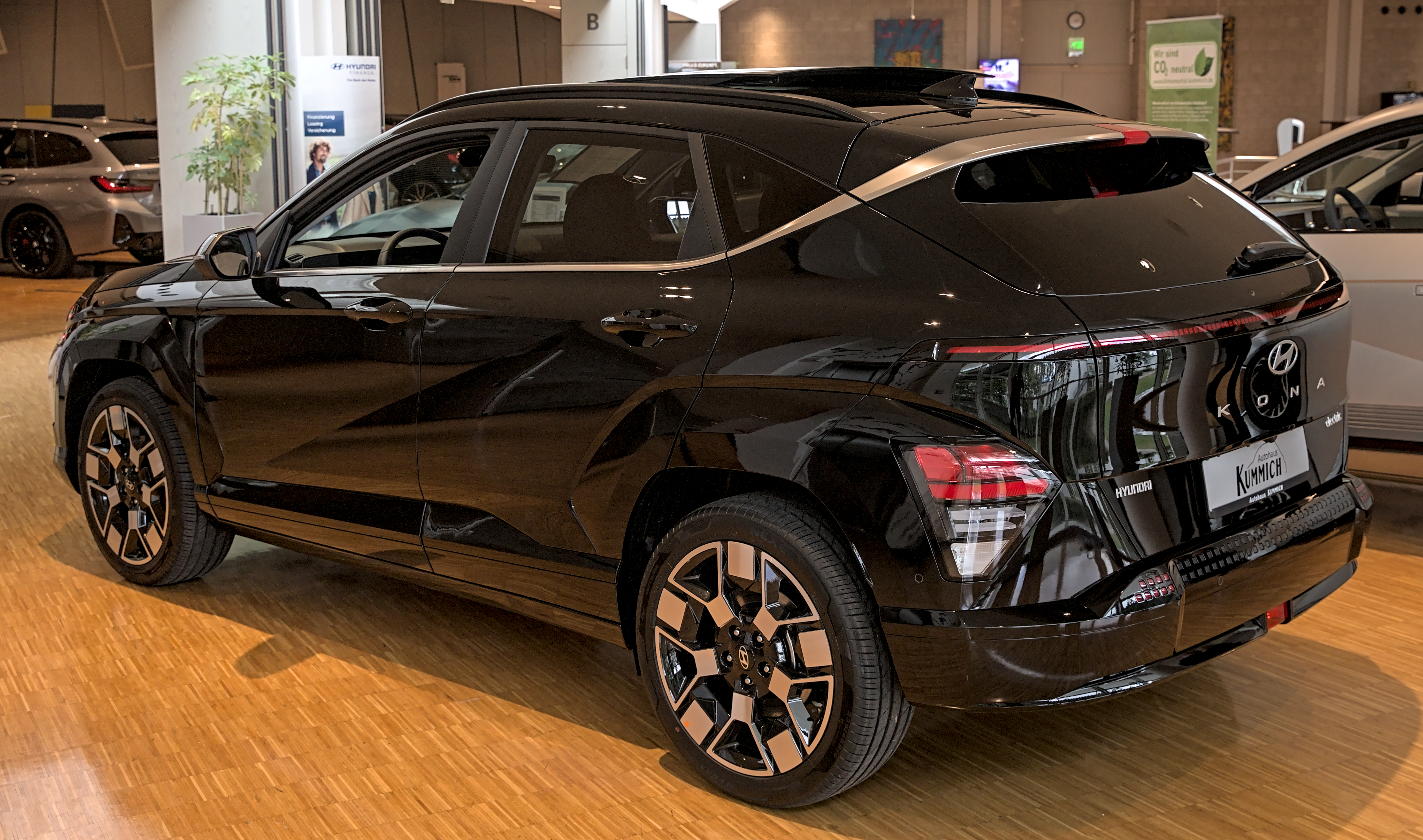
Egy második generációs Hyundai Kona Electric hátulnézetből
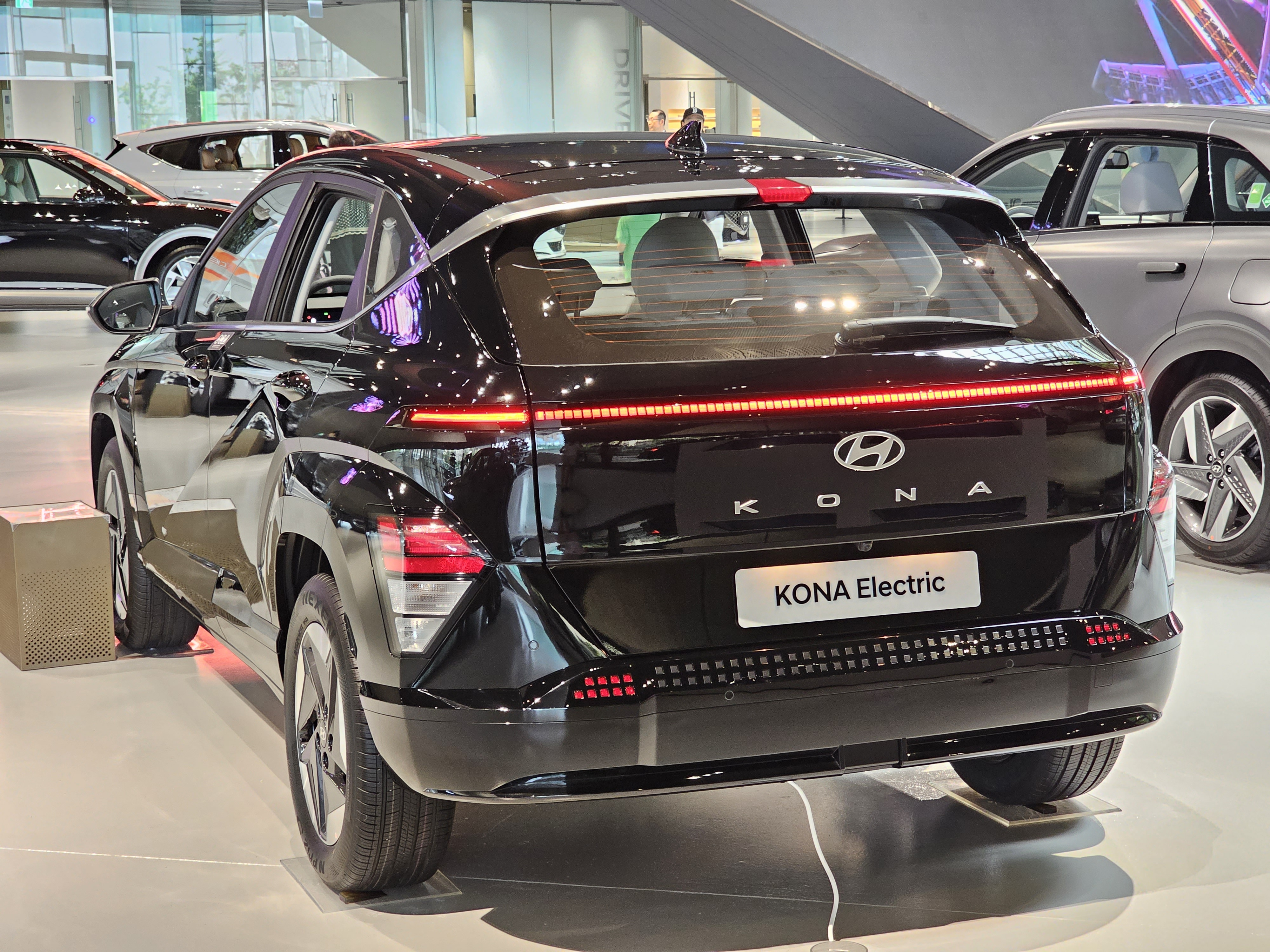
Egy második generációs Hyundai Kona Electric hátulnézetből
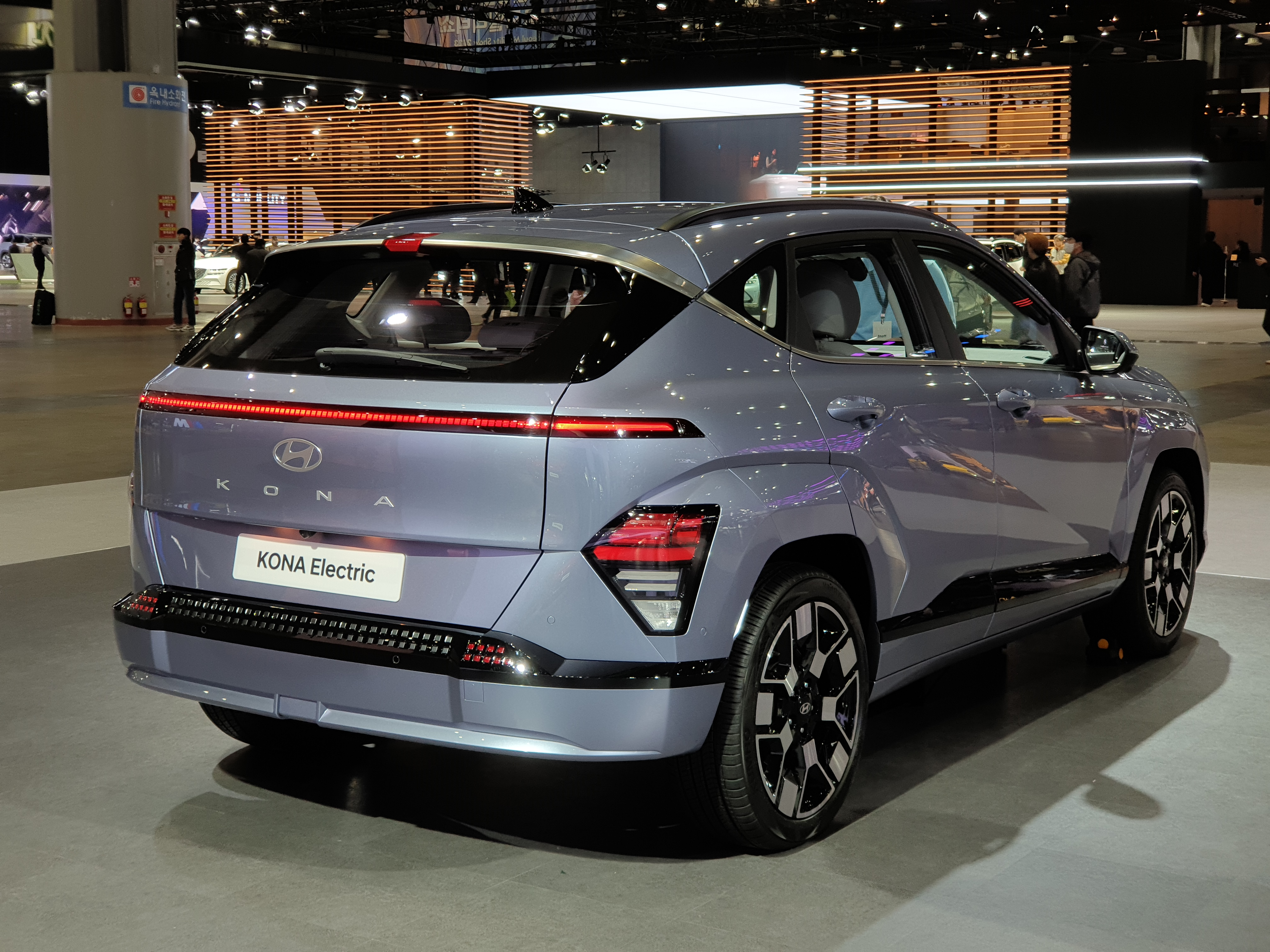
Egy második generációs Hyundai Kona Electric hátulnézetből
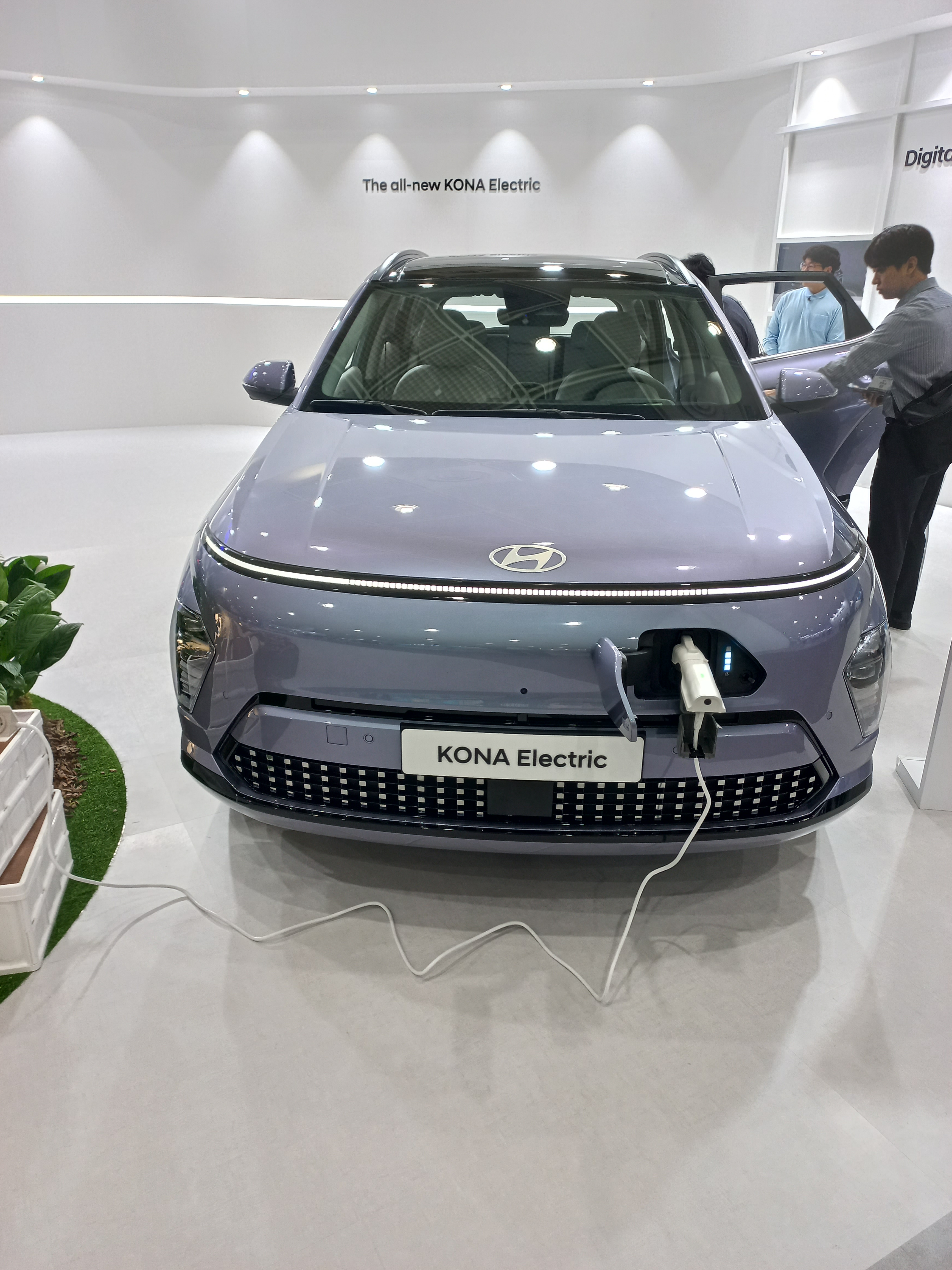
Egy második generációs Hyundai Kona Electric töltés közben
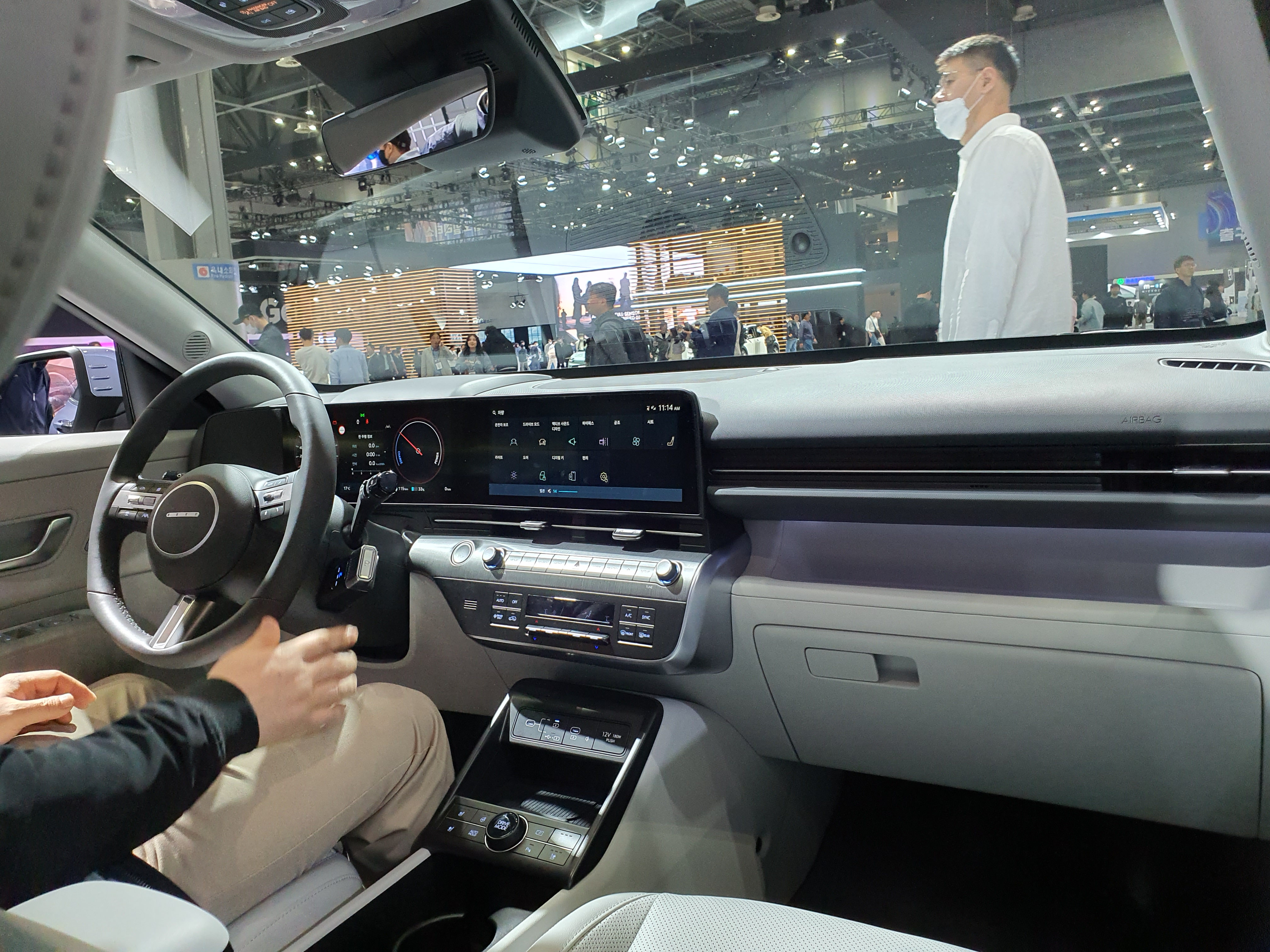
Egy második generációs Hyundai Kona Electric belső tere
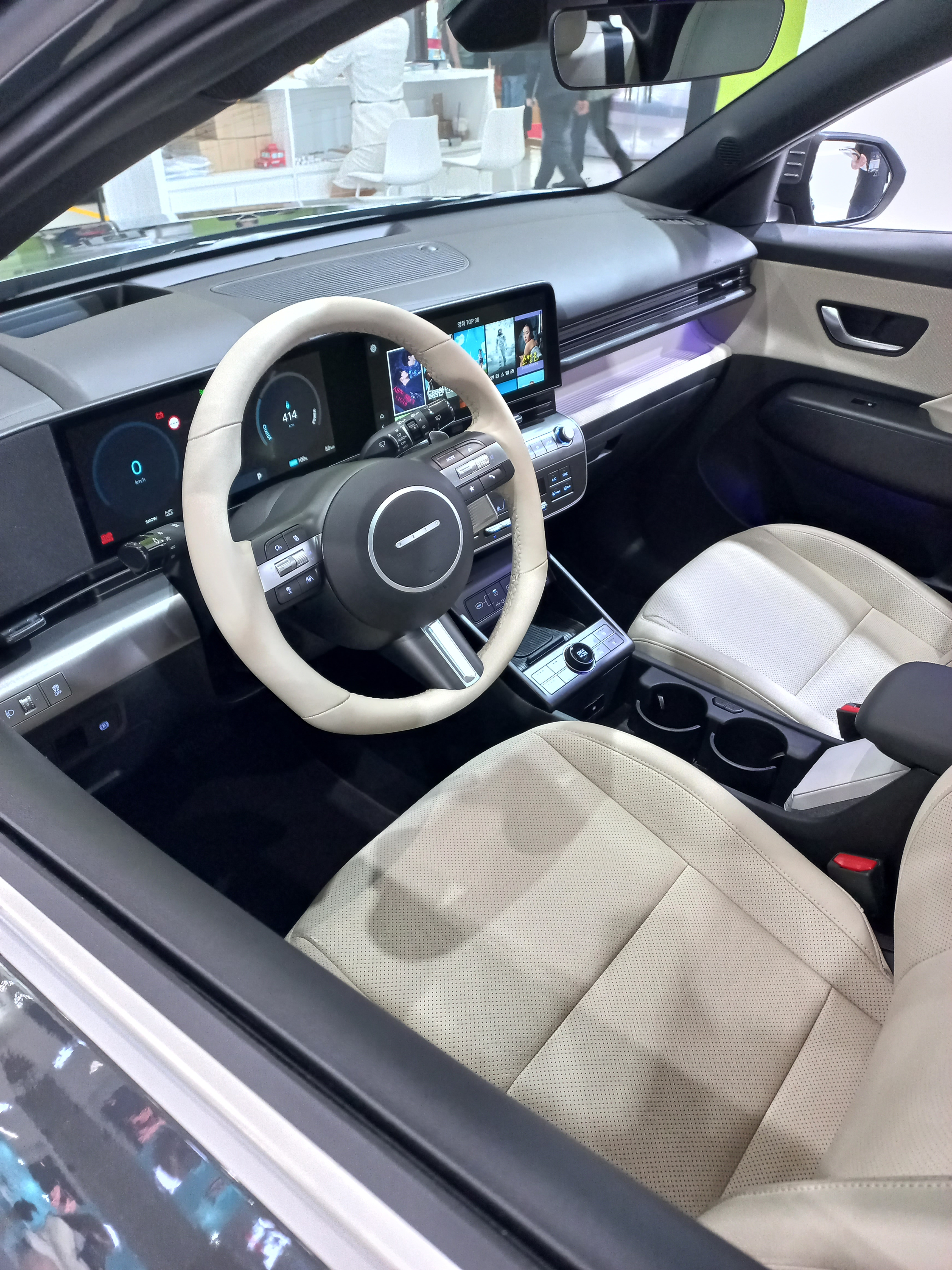
Egy második generációs Hyundai Kona Electric belső tere
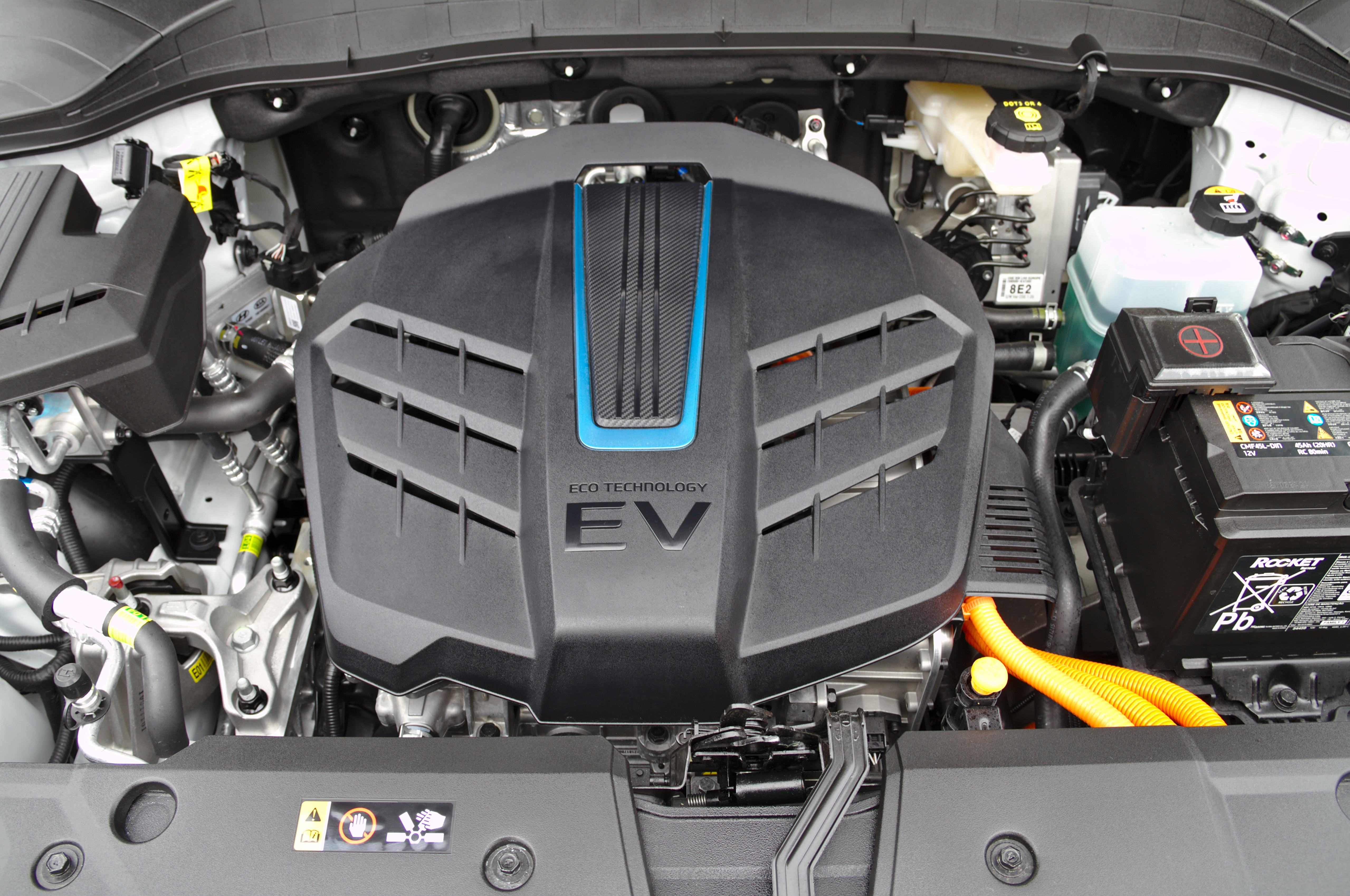
A Hyundai Kona Electric motortere

## Fordítás
Ez a szócikk részben vagy egészben  a   Hyundai Kona Electric című holland Wikipédia-szócikk ezen változatának fordításán alapul.  Az eredeti cikk szerkesztőit annak laptörténete sorolja fel. Ez a jelzés csupán a megfogalmazás eredetét és a szerzői jogokat jelzi, nem szolgál a cikkben szereplő információk forrásmegjelöléseként.